# Seriola rivoliana
Seriola rivoliana är en fiskart som beskrevs av Valenciennes, 1833. Seriola rivoliana ingår i släktet Seriola och familjen taggmakrillfiskar. Inga underarter finns listade i Catalogue of Life.